# Étienne Meyer
Étienne Meyer, né à Nancy, est un musicien français, chef d’orchestre et chef de chœur.

## Biographie
Étienne Meyer, né en 1976 à Nancy, étudie d’abord la trompette, la contrebasse, l’écriture musicale  et la direction d’orchestre et de chœur au conservatoire national de région de Metz, au conservatoire national de région de Nancy et au conservatoire du Luxembourg. Il poursuit ses études au Conservatoire national supérieur de musique de Lyon. Il a obtenu un premier prix en 2001.
Il fonde en 2008 avec Judith Pacquier l’ensemble Les Traversées Baroques qui explore les musiques anciennes et avec lequel il effectue de nombreux concerts en France et en Europe.
Il est également le directeur musical du Chœur de la Maîtrise de Dijon depuis janvier 2012.
Au grand théâtre de Dijon, il dirige des représentations de La Pellegrina - Une fête florentine en février 2014. Il dirige des représentations de Brundibar de Hanz Krása en 2015, de L’Orfeo de Monteverdi en 2016.
Il écrit de la musique pour film, notamment pour le ciné-concert avec des œuvres comme Le Fantôme de l’Opéra de Rupert Julian, Juve contre Fantômas de Louis Feuillade, Le Ballon rouge d’Albert Lamorisse, ou encore des dessins animés avec Pat a Mat de Lubomír Beneš et Vladimír Jiránek ou Le Criquet de Zdeněk Miler.
Etienne Meyer est chevalier de l'Ordre des Arts et des Lettres

## Discographie
- 2003 — Salas : Cantus in honore beatæ Mariæ Virginis - Ars Longa de la Habana ; Maîtrise de la cathédrale de Metz (10-13 mai 2003, coll. « Chemins du Baroques » K617) (OCLC 834755548)
- 2003 — Gaspar Fernández, Cancionero musical de la cathédrale d'Oaxaca - Ars Longa de la Habana (11-13 juin 2003, K617)[5] (OCLC 659147720)
- 2008 — L’Arbre de Jesse : chant grégorien et polyphonies médiévales - Ensemble Gilles Binchois (juin/juillet 2008, Glossa GCD P32302) (OCLC 811472793)
- 2010 — L’Amor De Lonh : chansons médiévales d'amour et de séparation - Ensemble Gilles Binchois (octobre 2009, Glossa GCD P32304) (OCLC 758820649)
- 2011 — Marcin Mielczewski, Virgo prudentissima - Les Traversées Baroques (1-4 novembre 2010, K617) (OCLC 747854554) — « 5 » Diapason
- 2015 — Ortus de Polonia - Les Traversées Baroques et Fiori Musicali (2013, K617) (OCLC 912977722) — « 5 » diapasons
- 2015 — Kaspar Förster - Les Traversées Baroques (17-20 novembre 2014, K617) (OCLC 944107123) — « 5 » diapasons
- 2017 — Salve Festa Dies : éclat de la musique sacrée en Pologne au temps de la dynastie Vasa. Les Traversées Baroques (2013/2015, coffret de 4 albums, coll. « Chemins du Baroque » K617)[6] (OCLC 1080902799) — ƒƒƒƒ de Télérama.
- 2017 — Samson, La cathédrale enchantée - Maîtrise de Dijon (coll. « Chemins du Baroques » K617)
- 2018 — San Marco di Venezia, l'âge d'or - Les Traversées Baroques (juillet/octobre 2017, Accent) (OCLC 1037749650) — « 5 » diapasons.
- 2020 — Il trionfo della morte - Les Traversées Baroques (Accent) — « 5 » diapasons.
- 2022 — Prima le parole - Les Traversées Baroques (Accent) — « 5 » diapasons, 5 étoiles Classica.

## Distinctions
- Chevalier de l'ordre des Arts et des Lettres (2023)